# Eddisbury
Eddisbury var en civil parish från 1866 till 1936 då den blev en del av Delamere, i grevskapet Cheshire, i England. Civil parish var belägen 12 km från Northwich och hade 402 invånare år 1931. Byn nämndes i Domedagsboken (Domesday Book) år 1086, och kallades då Edesberie.